# Sphaeridia inflata
Sphaeridia inflata is een springstaartensoort uit de familie van de Sminthurididae. De wetenschappelijke naam van de soort is voor het eerst geldig gepubliceerd in 1997 door Bretfeld.